# Wappen von Andělská Hora
Das Wappen von Andělská Hora ist ein Hoheitszeichen von Andělská Hora (dt. Engelhaus) im Bezirk Karlsbad in der Region Karlsbad im Böhmischen Vogtland. 

## Blasonierung
Die Blasonierung des Wappens wird seitens der Gemeinde wie folgt angegeben:

„Modrý štít v horní části posetý hvězdami s archandělem Michaelem, nesoucím v pravé zdvižené ruce plamenný meč. Levá ruka chrání zlatý štít se 3 štítky. Vpravo od archanděla na skalnaté hoře stříbrný hrad Andělská Hora s červenou střechou.“

„Ein blauer, mit Sternen besetzter Schild, mit dem Erzengel Michael, der in seiner rechten erhobenen Hand ein flammendes Schwert trägt. Die linke Hand schützt ein goldenes Schild mit 3 Etiketten. Rechts vom Erzengel auf einem felsigen Berg befindet sich die silberne Engelsburg mit rotem Dach.“

Die Burg ist in dieser Form des Wappens nicht dargestellt.

## Geschichte, Blasonierung, Zweites Wappen
Die Gemeinde führt neben dem oben beschriebenen ein weiteres Wappen mit folgender Blasonierung:

„Na modrém štítě posetém zlatými šesticípými hvězdami stojí anděl v bílé říze se svatozáří a se zelenými křídly.“

„In Blau mit goldenen sechszackigen Sternen übersät, steht ein Engel in einem weißen Gewand mit Heiligenschein und grünen Flügeln.“

Traditionellerweise zeigt das obere (heraldisch) rechte Schildchen im Schild in Gold ein Schwarzes Andreaskreuz und im unteren Schildchen einen nach rechts wachsenden rotbewehrten Löwen. Beide Figuren weisen auf die Herrschaft der Vögte von Weida, Gera und Plauen hin, die diese Figuren führten.

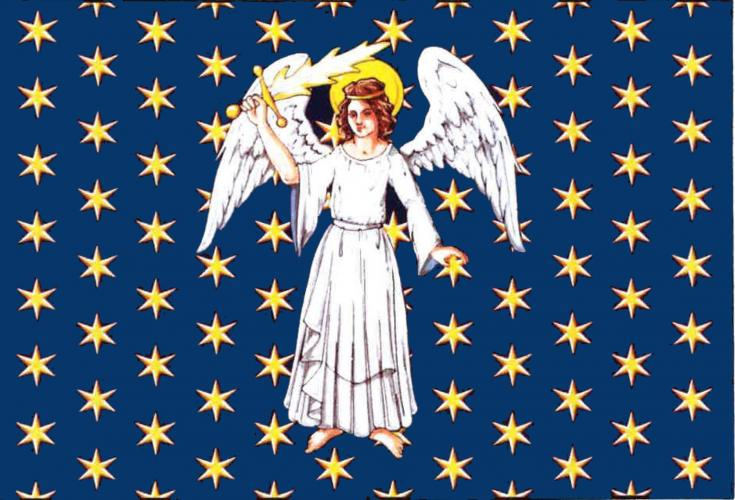
Gemeindeflagge

Das ursprüngliche Wappen wurde am 17. Juni 1497 gestiftet. Durch Beschluss vom 4. März 2014 wurden Elemente beider Wappen zu einem neuen Wappen vereinigt.
Die Gemeindeflagge zeigt in Blau mit goldenen sechszackigen Sternen den Engel ohne Schild.

## Belege
1. 1 2  Andělská Hora: Znak a vlajka obce. Abgerufen am 29. September 2023 (tschechisch).
2. ↑  800 Jahre Land der Vögte (1209–2009). Vogtlandmuseum Plauen. Historisches Archiv des Vogtlandkreises. Seite 11